# Angosta
Angosta é um romance escrito pelo autor colombiano Héctor Abad Faciolince, publicado originalmente em 2003 pela Seix Barral (Espanha). Muitos críticos definiram o romance Angosta como uma distopia moderna que, de alguma forma, descreve a segregação e a desigualdade do mundo contemporâneo.

## Enredo
"A capital desse curioso lugar da Terra chama-se Angosta. Com exceção do clima, que é perfeito, tudo em Angosta é ruim. Poderia ser o paraíso, mas se transformou num inferno. Seus habitantes vivem num lugar único e privilegiado, porém não se dão conta disso nem cuidam dele", assim é definida a cidade de Angosta no começo do livro.
A trama gira em torno do Gran Hotel la Comedia, que nos tempos áureos era sinônimo de luxo e hoje, rebaixado a pensão, é o lar de pessoas à beira da pobreza. É nesse cenário que vivem Jacobo, um amante dos livros que antes de ganhar uma herança fora obrigado a transformar a biblioteca da família em sebo - alternando o seu tempo livre como jornalista, professor de inglês e cronista -, e Andrés, um jovem que escreve versos todos os dias e se julga poeta, ofício que em sua opinião nem de longe pode ser considerado uma profissão mas algo mais elevado, próprio dos espíritos luminosos.
O pano de fundo do romance é bem conhecido de nosso cotidiano. À medida que as desigualdades sociais se tornam mais evidentes, aumenta a tensão entre os que tentam sobreviver e um pequeno grupo de privilegiados que deseja manter tudo como está. 

## Intertextualidade
Angosta é uma cidade fictícia no meio da cordilheira dos Andes e algumas de suas inspirações são as cidades também fictícias de Vetusta, do escritor Leopoldo Alas (Clarín), Santa María de, Juan Carlos Onetti e, principalmente, de Macondo, cenário de Cem anos de solidão, de Gabriel García Márquez.

## Traduções
Angosta foi traduzida para o chinês como 深谷幽城 em 2005. Os quatro caracteres chineses significam, respectivamente: profundo, vale, fraco, e castelo, o que resulta, em uma tradução livre, como "O profundo vale e o fraco castelo". Esta tradução recebeu o prêmio para o melhor romance traduzido do ano na China.
Em português, o livro recebeu o título "Angosta - A cidade do futuro" na tradução da Companhia das Letras. 